# Notre joie
Notre joie est un essai de François Bégaudeau paru en 2021.

## Résumé
Un soir, à Lyon, à la sortie d'une conférence, François Bégaudeau est invité à boire un verre par M, qui se présente comme un fan. Rapidement, il se rend compte que le jeune homme a des idées d'extrême droite alors que lui est marxiste et essaie d'élucider ce malentendu. Il étudie également les arguments que son interlocuteur lui propose et leur rapport au réel. Il oppose aussi l'idée d'un « tempérament joyeux » (qui donne le titre à l'essai) face aux « passions tristes ».